# Torre di San Biagio (Fonte Lucente)
La Torre di San Biagio è sita in Via di San Biagio a Tor Lupara, frazione del comune di Fonte Nuova, in provincia di Roma.

## Descrizione
Trattasi di una torre rettangolare con muratura a tufelli uniti da malta con frammenti grossolani di calce e tufo. Il lato a nord est si erge per un'altezza di circa dieci metri. L'interno non presenta tracce di scale o solai. L'estremità a nord ovest della collina presenta un tratto di muro alto circa quattro metri inglobato in un'abitazione. secondo De Rossi, questa traccia inglobata in abitazione potrebbe trattarsi del recinto della torre, mentre la Passigli sostiene, notando lo spessore del muro, trattarsi di quello che rimane della Torre Spaccata citata nella cartina del 1618 del Peperelli oppure di un casale agricolo del tempo. La distanza della traccia inglobata nel muro dalla torre, circa 100 metri fa propendere per l'ipotesi della Passigli.